# فيل أطلسي
فيل أطلسي (الاسم العلمي:Loxodonta atlantica†) هو نوع من الحيوانات يتبع جنس الفيل الأفريقي من فصيلة الفيلة.